# Abelona harpistylata
Abelona harpistylata är en insektsart som först beskrevs av Rehn, J.A.G. 1918.  Abelona harpistylata ingår i släktet Abelona och familjen Gryllacrididae. Inga underarter finns listade i Catalogue of Life.